# Edynburg Park
Edynburg Park – stacja kolejowa w Edynburgu, w Szkocji, w Wielkiej Brytanii. Znajduje się w zachodniej części miasta i obsługuje park biznesowy Edinburgh Park i centrum handlowe Hermiston Gait. Stacja została otwarta w grudniu 2003 i jest pierwszą stacji pośrednią między Haymarket i Linlithgow od 1951 roku.
Istnieją dwa perony, które połączone są kładką, która wyposażona jest w windy. Istnieje również przejście podziemne dla pieszych tuż przy stacji, dostępne z obu peronów. Bilety dostępne są w jednym z dwóch automatów biletowych.